# Negeri Agung (Rambang)
Negeri Agung is een bestuurslaag in het regentschap Muara Enim van de provincie Zuid-Sumatra, Indonesië. Negeri Agung telt 1182 inwoners (volkstelling 2010).